# Sarvet esiin
Sarvet esiin (in finlandese "Su le corna") è il primo singolo tratto dal quinto album di studio del rapper finlandese Petri Nygård, pubblicato da Open Records il 10 novembre 2010. Il brano prevede la presenza della band metal finlandese Mokoma ed è stata prodotta da MMEN.
Il singolo è entrato nelle classifiche musicali finlandesi raggiungendo la terza posizione nella classifica dei brani più venduti e la quarta posizione in quella dei brani più scaricati.

## Video
Il video mostra Petri Nygård che canta la canzone assieme ai Mokoma mentre vengono mostrate le copertine di alcuni album famosi, come Ride the Lightning dei Metallica o Piece of Mind degli Iron Maiden, rese animate.

## Tracce
1. Sarvet esiin
2. Sarvet esiin – Mokoma remix

## Classifica
| Classifica           | Massima posizione |
| -------------------- | ----------------- |
| Finlandia            | 3                 |
| Finlandia (digitale) | 4                 |